# Павел Бобеков
Павел Станьов Бобеков е български революционер, председател на Привременното правителство (още известно като Военен съвет) и хилядник на Панагюрище по време на Априлското въстание в IV революционен окръг. Умира от тиф в Търново като доброволец в щаба на генерал Гурко по време на Руско-турската война.

## Биография

### Ранни години и образование
Павел Бобеков е най-възрастният син в панагюрско семейство. Баща му е Станьо Бобеков, а майка му Манто Бобекова (гъркиня по произход). Завършва класното училище в града при учители като Найден Попстоянов  и при Марин Дринов. Отличава се като един от най-добрите ученици. През 1864 г. е пратен да учи в Цариград, в Робърт колеж. През 1866 г. умира баща му. През 1870 г. се записва в султанското военномедицинско училище. Там се запознава с други будни български младежи, в т.ч. панагюрци. Един от съвипускниците на Павел Бобеков е панагюрецът – дипломат след Освобождението, Атанас Шопов. Преминавайки цялото военно обучение, не успява да завърши поради смъртта на брат му Георги и през 1874 г. е принуден да прекъсне обучението си и да се върне в родния град, за да поддържа семейството си.

### Учителстване в Панагюрище
Доброто образование на Павел Бобеков (знаел е френски, гръцки, руски, турски и английски език) и уважението на съгражданите му за добрия му характер и висока култура са причина да бъде издигнат като главен учител на панагюрското класно училище и председател на читалището. От трикласно за кратко време развива училището до четирикласно.  Негов колега, учител още от 1870 г. на трето отделение е Цвятко Мирчов Брънчев. По това време за кратко учител в Панагюрище е и братът на Христо Ботев – Стефан.

### Революционна дейност
След пристигането на Георги Бенковски,  революционният комитет в Панагюрище, (основан от Левски през 1870 ) е възстановен на 7 февруари 1876  и в него влиза и Бобеков. Скоро той застава начело на комитета. Преди началото на въстанието, поради военната подготовка, високият морал, силно изразеният му български дух, той е избран за хилядник на Априлското въстание и председател на Привременното правителство. Явявава се част от демократичната опозиция на Георги Бенковски (с д-р Соколски и др.) състояща се от образовани хора, които не търпели високомерието му. Според някои очевидици Бобеков нееднократно влизал в пререкания с Бенковски, а преди бунта Бобеков предлагал да убият Бенковски.   Захари Стоянов отбелязва, че любимо занимание на Бенковски било да превръща много по-учените Волов и Бобеков в прости писари, като не им разрешава да изменят думите му, дори поради граматически причини (напр. тавтология или неясна мисъл).  Нещо повече - Бенковски критикувал остро "граматиците" Бобеков и Волов за техният изискан начин на изразяване.„Кървавото писмо“  заварва Бобеков в Панагюрище и той ръководи отбраната на града срещу Хафъз паша. Панагюрци удържат три дни срещу редовна войска. С шепа бойци се оттегля в Балкана, като пътьом заедно с Орчо войвода освобождава Каблешков, Волов, Икономов и даскал Найден, които са държани „в арест“ от копривщенските чорбаджии туркофили. После успява да се укрие при Ст. Стамболов в с. Самоведене (Търново) и двамата да се укрият във Влашко. 

### След Априлското въстание
След потушаване на въстанието успява да избяга в Румъния, след което участва като доброволец в Сръбско-турската война през 1876 г. Тук действа като преводач в ангийска мисия на Червения кръст. През 1877 г., заедно с Иван Адженов издават първия български ежедневник „Секидневний новинар“ в Букурещ, на който Бобеков е първи редактор.
При обявяването на Руско-турската война Павел Бобеков се включва като преводач и е зачислен при щаба на генерал Гурко. При Търново заболява от тиф, а по други сведения от туберкулоза. Умира в прегръдките на майка си на 29 октомври 1877 и е погребан в двора на църковния храм „Св. Никола“ във Велико Търново. На 25 април 1996 г. е издигнат паметник в двора на храма в негова чест.
Предсмъртните му думи са:
„Майко, аз умирам, но не ми е жално, защото бях честит да видя България свободна! Никога не допусках, че ще видя това! Умирам, майко, спокоен и за това, че докрай изпълних дългът към Отечеството, на което дадох слабите си сили, които му дължех!“

## Памет
На Павел Бобеков е наречена е улица в квартал „Военна рампа“ в София (Карта).